# Haftpflichtverband öffentlicher Verkehrsbetriebe
Der Haftpflichtverband öffentlicher Verkehrsbetriebe (HöV) ist ein deutscher kommunaler Haftpflichtschadenausgleich. Er unterliegt gemäß Bescheid des Präsidenten des Bundesaufsichtsamt für das Versicherungswesen vom 6. Januar 1961 als nicht rechtsfähiger Zusammenschluss von Gemeinden, Gemeindeverbänden und sonstigen Gebietskörperschaften und ihren Unternehmen, an denen sie mit mindestens 50 % beteiligt sind, nicht der Aufsicht nach dem Versicherungsaufsichtsgesetz (Deutschland). (§ 3 Abs. 1 Ziff. VAG)
Die HöV-Mitgliedsbetriebe sind gemäß § 2 Absatz 1 Ziffer 5 des Pflichtversicherungsgesetzes, (kurz: PflVG – lang: Gesetz über die Pflichtversicherung für Kraftfahrzeughalter) von der Versicherungspflicht befreit und gelten als Selbstversicherer. Bei einem Schaden im Straßenverkehr (Verkehrsunfall!) ist daher der jeweilige HöV-Mitgliedsbetrieb der erste Ansprechpartner, nicht der Verband (HöV).

## Geschichte
Die Vorgeschichte des Haftpflichtverbandes öffentlicher Verkehrsbetriebe beginnt im Jahr 1903 mit der Gründung der „Berliner Vereinigung“, eines ersten Zusammenschlusses von Straßen- und Kleinbahnunternehmen im Bereich Haftpflicht.
Unzufriedenheit mit einigen Punkten der Geschäftsordnung, deren Änderung nicht durchgesetzt werden konnte, führte am 8. November 1911 auf der Mitgliederversammlung in Berlin zum Austritt von 37 Unternehmen, die noch am gleichen Tag zusammen mit einem weiteren Unternehmen die „Straßenbahn=Haftpflicht=Vereinigung“ SHV gründeten – so hieß der HöV mit Geburtsnamen. Zum Sitz der Vereinigung wurde Dortmund gewählt, und in den ersten Jahren lagen die Verbandsgeschäfte bei den Dortmunder Stadtwerken.
Im Jahr 1921 wurden eigene Räumlichkeiten bezogen und August Wiegelmann zum ersten Geschäftsführer des Verbandes gewählt. Er übte dieses Amt bis zu seiner Pensionierung im Jahr 1961 aus. 1925 wurden die ersten reinen Kraftverkehrsunternehmen (Busunternehmen) als Mitglieder aufgenommen.
Der Zweite Weltkrieg traf den Verband hart – die Geschäftsstelle wurde zweimal ausgebombt, und durch die deutsche Teilung gingen die Hälfte der Mitglieder verloren, aber 1949 konnte in Räumen der Dresdner Bank die Arbeit aufgenommen werden. 1959 erfolgte die Namensänderung - von „Straßenbahn Haftpflicht Vereinigung – SHV“ in „Haftpflichtverband öffentlicher Verkehrsbetriebe – HöV“. Es war die Zeit, als immer mehr Straßenbahnen stillgelegt wurden, und die Zukunft des öffentlichen Nahverkehrs in Kraftomnibussen gesehen wurde.
1961 wurde der HöV als Kommunaler Schadenausgleich anerkannt. Im gleichen Jahr trat Georg Kuhse als erst zweiter Geschäftsführer sein Amt an, das er bis zu seiner Pensionierung 1986 ausübte. 1966 zog die Geschäftsstelle in die Karl-Marx-Straße um. 1973 erfolgte die europäische Anerkennung der kommunalen Schadenausgleiche als zulässige Versicherungsform.
1985 wurde ein Kooperationsabkommen mit dem Autoschadenausgleich Deutscher Gemeinden und Gemeindeverbände (ADG) geschlossen, der fortan die Möglichkeit der Kaskoversicherung für die HöV-Mitglieder bietet. Von 1986 bis zu seiner Pensionierung Ende des Jahres 2020 leitete Klaus Urban als dritter Geschäftsführer den Verband.
1989 begann die Einführung der EDV in die Geschäftsstelle.
Durch die deutsche Wiedervereinigung verdoppelte sich die Mitgliederzahl ab 1991.
Im Dezember 1999 zog die Geschäftsstelle, die ihren Sitz weiterhin in Dortmund hat, in die Hansbergstraße um. Im Jahr 2001 begann die Vernetzung des HöV mit seinen Mitgliedern über das Internet.
Im Rahmen der jährlichen Mitgliederversammlung 2011, die in Erinnerung an den Gründungstag in Berlin abgehalten wurde, konnte der HöV sein 100-jähriges Bestehen feiern.
Nachdem der dritte Geschäftsführer sich zum Jahresende 2020 in den Ruhestand verabschiedet hatte, trat am 1. Januar 2021 erstmals ein Team als Geschäftsleitung an.

## Geschäftstätigkeit
Anders als Versicherungen arbeitet der HöV nicht mit vorab kalkulierten Prämien, sondern nach einem Umlageverfahren. Da keine Gewinnerzielungsabsicht besteht, werden am Ende eines Geschäftsjahres nur die tatsächlich entstandenen Aufwendungen auf die Mitglieder umgelegt.
In diesem Bereich liegen auch die Gründe für den Auszug aus der ursprünglichen Vereinigung und Gründung des neuen Vereins am 8. November 1911.
Es hatte wegen mangelnder Transparenz bei der Umlageberechnung, fehlender Selbstbehaltmöglichkeit in Schadensfällen, fehlenden Unternehmenskonten und einem zu geringen Stimmgewicht der kleinen Unternehmen Streit gegeben.
Die Prinzipien des HöV sind heute:
- solidarische gemeinsame Übernahme der Schadenverpflichtungen aller Mitglieder
- Umlage des dadurch entstandenen Aufwands entsprechend einem geeigneten Schlüssel auf alle Mitglieder
- Befreiung von der Bildung von Rückstellungen und Kapitalansammlungen
- Selbstverwaltung
Wichtig auf dem Weg zur Gründung der Vereinigung 1903 und zur Ausgründung des Verbands 1911 war die 1885 erfolgte Gründung der Berufsgenossenschaft für Straßen- und Kleinbahnen, die den Verkehrsunternehmen schon vorher gute Erfahrungen mit der Selbstverwaltung brachte.
Die Gremien der Selbstverwaltung sind:
- Mitgliederversammlung
- Vorstand (bestehend aus 2 Personen: Vorsitz und Stellvertretung)
- Beirat (bestehend aus 9 Personen, davon 2 stellvertretend)
- Verbandsprüfer (4 Personen, davon 2 stellvertretend)
Zurzeit gehören dem Verband über 230 Mitglieder an, Verkehrsunternehmen mit Kraftomnibussen, zum Teil mit Straßenbahnen, Versorgungsunternehmen, auch Gemeinden. 21 Mitgliedsbetriebe gehörten, wenn auch überwiegend unter anderem Namen und / oder anderen Zusammensetzungen, bereits zu den Gründungsmitgliedern.